# Нутелн (Холштајн)
Нутелн (њем. Nutteln) општина је у њемачкој савезној држави Шлезвиг-Холштајн. Једно је од 112 општинских средишта округа Штајнбург. Према процјени из 2010. у општини је живјело 278 становника. Посједује регионалну шифру (AGS) 1061078.

## Географски и демографски подаци
Нутелн се налази у савезној држави Шлезвиг-Холштајн у округу Штајнбург. Општина се налази на надморској висини од 15 метара. Површина општине износи 7,0 km². У самом мјесту је, према процјени из 2010. године, живјело 278 становника. Просјечна густина становништва износи 40 становника/km².